# لوک گناکاجا
لوک ماری کُنستان گناکاجا (به فرانسوی: Luc-Marie Constant Gnacadja) (معروف به «لوک گناکاجا») (زادهٔ ۱۹ اکتبر ۱۹۵۸ در پورتو نووو)، یک سیاستمدار و معمار اهل کشور بِنین است. از سال ۲۰۰۷ تا ۲۰۱۳ مدیر اجرایی کنوانسیون مقابله با بیابان‌زایی سازمان ملل متحد بود.

## فعالیت‌های سیاسی
گناکاجا، در دولت بنین از ژوئن سال ۱۹۹۹ تا فوریهٔ سال ۲۰۰۵ به عنوان وزیر محیط زیست، مسکن و برنامه‌ریزی شهری در زمانی که ماتیو کِرِکو (Mathieu Kérékou) رئیس‌جمهور بود خدمت کرده‌است. به دلیل تغییرات سیاسی عمده‌ای که در سال ۲۰۰۵ اتفاق افتاد و رئیس‌جمهور کِرِکو که در آن زمان ۷۰ سال سن داشت و به دلیل محدودیت سنی نمی‌توانست در انتخابات مجدد ریاست‌جمهوری شرکت کند، گناکاجا به عنوان نامزد ریاست‌جمهوریِ حزب آنوُل (Envol) انتخاب شد و در انتخابات ریاست‌جمهوری که در مارس ۲۰۰۶ انجام شد، در دور اول با ۰٫۶۸ درصد از آرا، جایگاه یازدهم را کسب کرد.

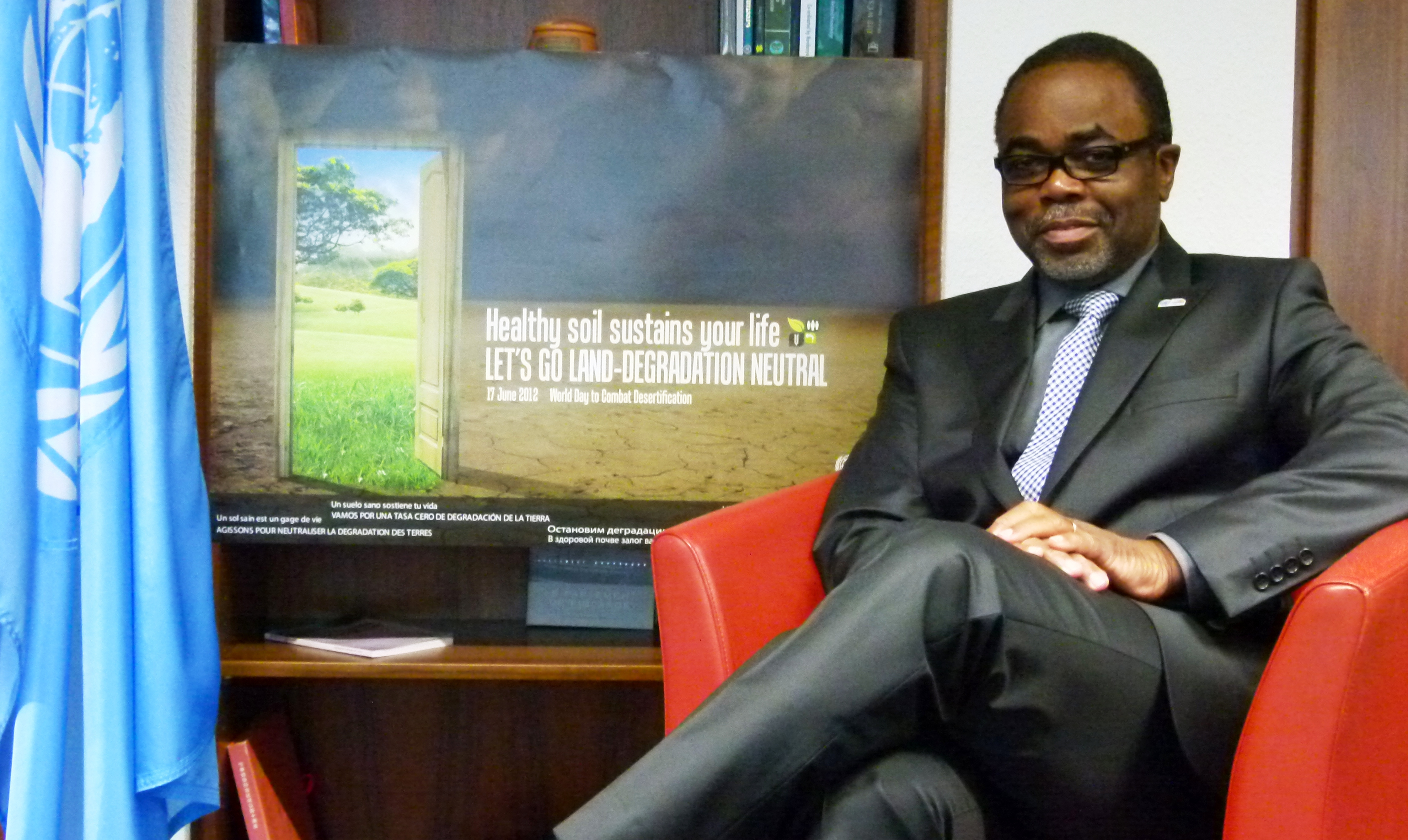
UNCCD headquarters, Bonn

## کار در سازمان ملل متحد
لوک گناکاجا به عنوان رئیس هیئت UNCCD در اجلاس سازمان ملل متحد در چارچوب تغییرات آب‌وهوایی (UNFCCC) و کنوانسیون تنوع زیستی (CBD) مشغول به کار شد.
در سپتامبر ۲۰۰۷، لوک گناکاجا توسط بان کی‌مون، دبیرکل سازمان ملل، به عنوان دبیر اجرایی کنوانسیون مبارزه با بیابان‌زایی سازمان ملل (UNCCD) انتخاب شد. گناکاجا اعلام کرد که توسط رئیس‌جمهور بنین مورد حمایت قرار گرفته‌است. دور دوم ریاست گناکاجا در سپتامبر سال ۲۰۱۳ به پایان رسید.
از آنجا که او رئیس اولین دوره در UNCCD بود نتوانست به‌طور مؤثر در UNCCD عمل کند. او دیدگاهش دربارهٔ UNCCD این بود که کنوانسیون از طریق سیاست‌گذاری مبتنی بر شواهد، تنظیم هدف و نظارت بر اجرا، با استفاده از موافقت قوی در سطح جهانی به سمت اجرای مؤثرتری برود، به طوری که برای قوی و معتبر شدن آن از رابط‌های سیاسی در کنوانسیون استفاده کند. بر این اساس، کنفرانس احزاب (COP) در هشتمین جلسه خود در سال ۲۰۰۷ تصمیم گرفتند که جلسات آینده کمیته علم و تکنولوژی (CST)، باید به شکل یک کنفرانس عمدتاً علمی و فنی بوده و بر روی یک موضوع خاص مربوط به اجرای استراتژی ده ساله سازمان به منظور افزایش اجرای کنوانسیون (۲۰۰۸–۲۰۱۸) تمرکز کند. به همین دلیل کمیته علمی مبارزه با بیابان زایی (UNCCD)، فرسایش زمین و خشک‌سالی (DLDD)، برای کاهش فقر و توسعه پایدار تشکیل شد که در آن علم، تکنولوژی، دانش و شیوه‌های سنتی نقش دارند (تصمیم 18 / COP.۱۰).

## مسائل کلیدی
در سال ۱۹۹۲، اولین نشست برای مبارزه با تخریب زمین در ریو برگزار شد. بعد از ۲۰ سال، در سال ۲۰۱۲ زیر نظر و مدیریت گناکاجا الگوی جدیدی تعریف شد؛ به منظور کاهش تخریب سرزمین و رساندن آن به سطح حداقل (تخریب اجتناب ناپذیر است) و بازگردانی مناطق تخریب شده در زمان ممکن با استفاده از مدیریت زمین پایدار (SLM). در این رابطه، یکی از منافع اصلی که بر روی زمین و خاک در توسعه پایدار تمرکز دارد در دستور کار جهانی قرار گرفت.
گناکاجا در مذاکرات برای توسعهٔ پایدار زمین در سال ۲۰۱۲ که در سازمان ملل انجام شد سخنرانی کرد. او اقدامات زیادی برای تصویب یک تعهد بین‌المللی، برای خنثی‌سازی تخریب زمین انجام داد و در این میان نقش بسزایی ایفا کرد.

## آموزش و جوایز
گناکاجا موفق به دریافت مدرک معماری در دانشکده صنایع توگو در شهر لومه آفریقا شد و پس از آن در دانشگاه هاروارد و مؤسسه بانک جهانی مشغول به کار شد.
در مارس ۲۰۰۳، گناکاجا جایزه سبز سال ۲۰۰۲ را به دلیل ترویج محیط زیست و اصلاحات هزینه‌های عمومی در بنین، ا از بانک جهانی در واشینگتن دریافت کرد.
در ۱۷ نوامبر سال ۲۰۱۴، گناکاجا جایزه کوک را در معماری کویر در مناطق خشک بین‌المللی، بیابان و بیابان زایی را از دانشگاه بن گوریون دریافت کرد.

## سایر فعالیت‌ها
گناکاجا در سال ۲۰۰۷ در هامبورگ آلمان به عنوان مشاور افتخاری شورای آینده جهانی (WFC) را که توسط Jakob von راه‌اندازی شد، انتخاب شد. WFC یک بنیاد بین الملی متشکل از تعدادی از شخصیت‌های برجسته جهانی با شعار «بالاترین سطوح برای یک آینده پایدار» است که راه حل‌های علمی در چالش‌های جهانی در مواجهه با نسل‌های آینده را ارائه می‌دهد.